# 碳匯
碳匯（英語：carbon sink；又名碳吸儲庫或吸儲庫）是能夠無限期累積及儲存碳化合物（特別是二氧化碳）的天然或人工「倉庫」，例如森林、土壤、海洋、凍土等。碳匯作為溫室氣體增加之缓衝區，近年已漸飽和。因京都協議書之緣故，公眾對碳匯的概念開始留意。